# Neopera
Neopera — німецький музичний симфо-метал гурт з Гамбурга, заснований у 2011 році. Музика гурту поєднує в собі метал з елементами класичної музики.

## Історія
Йорн Шуберт (Dark Age) завжди хотів об'єднати важкий метал з класичною музикою. Для цього він прагнув знайти підходящих музикантів. Зрештою він знайшов співаків сопрано (Nina Jiers) і баритону (Thorsten Schuck). Також до них приєдналися Mirko Gluschke (гроулінг) і басист Дірк Шлехтер (Gamma Ray).
29 травня 2012 року Йорн Шуберт підписав контракт зі звукозаписною компанією earMUSIC. Запис дебютного альбому Destined Ways розпочався у червні 2012 року і був закінчений в листопаді 2012 року. Альбом вийшов в Німеччині 29 серпня 2014 року, міжнародна версія стала доступною 18 липня 2014.
1 серпня 2014 року гурт виступив на музичному фестивалі Wacken Open Air.

## Учасники гурту
- Дірк Шлехтер (Dirk Schlächter) — бас-гітара
- Йорн Шуберт (Jörn Schubert) — гітара
- Мірко Глущке (Mirko Gluschke) — гроулінг
- Ніна Жиерс (Nina Jiers) — вокал (сопрано)
- Торстен Шук (Thorsten Schuck) — вокал (баритон)

## Дискографія

### Альбоми
- Destined Ways (2014)[3]

### Сингли
- «The Marvel of Chimera» (2013)

### Музичні відео
- 2013: «The Marvel of Chimera»[4]
- 2014: «Destined Ways»[5]
- 2014: «Error»[6]